# Onthophagus aries
Onthophagus aries là một loài bọ cánh cứng trong họ Bọ hung (Scarabaeidae).